# RANBP1
RANBP1 (англ. RAN binding protein 1) – білок, який кодується однойменним геном, розташованим у людей на короткому плечі 22-ї хромосоми. Довжина поліпептидного ланцюга білка становить 201 амінокислот, а молекулярна маса — 23 310.
| 10         |  | 20         |  | 30         |  | 40         |  | 50         |
| ---------- |  | ---------- |  | ---------- |  | ---------- |  | ---------- |
| MAAAKDTHED |  | HDTSTENTDE |  | SNHDPQFEPI |  | VSLPEQEIKT |  | LEEDEEELFK |
| MRAKLFRFAS |  | ENDLPEWKER |  | GTGDVKLLKH |  | KEKGAIRLLM |  | RRDKTLKICA |
| NHYITPMMEL |  | KPNAGSDRAW |  | VWNTHADFAD |  | ECPKPELLAI |  | RFLNAENAQK |
| FKTKFEECRK |  | EIEEREKKAG |  | SGKNDHAEKV |  | AEKLEALSVK |  | EETKEDAEEK |
| Q          |  |            |  |            |  |            |  |            |

A: Аланін

C: Цистеїн

D: Аспарагінова кислота

E: Глутамінова кислота

F: Фенілаланін

G: Гліцин

H: Гістидин

I: Ізолейцин

K: Лізин

L: Лейцин

M: Метіонін

N: Аспарагін

P: Пролін

Q: Глутамін

R: Аргінін

S: Серин

T: Треонін

V: Валін

W: Триптофан

Кодований геном білок за функціями належить до активаторів гтфаз, фосфопротеїнів. 
Задіяний у таких біологічних процесах, як ацетилювання, альтернативний сплайсинг. 